# Trójkąt Penrose’a

Trójkąt Penrose’a

Trójkąt Penrose’a – figura niemożliwa wymyślona przez szwedzkiego grafika Oscara Reutersvärda w 1936 roku. Jej nazwa pochodzi od matematyka Rogera Penrose’a, który niezależnie odkrył i spopularyzował ją w latach 50. XX wieku, opisując jako „niemożliwość w najczystszej postaci”.

## Opis
Trójkąt Penrose’a objawia się jako przedmiot utworzony z trzech równych belek o kwadratowym przekroju, których końce są połączone, tworząc kąty proste, a cała figura ma kształt trójkątny. Belki mogą być od siebie oddzielone jako sześciany lub prostopadłościany i jedynie ułożone w kształt trójkąta Penrose’a.

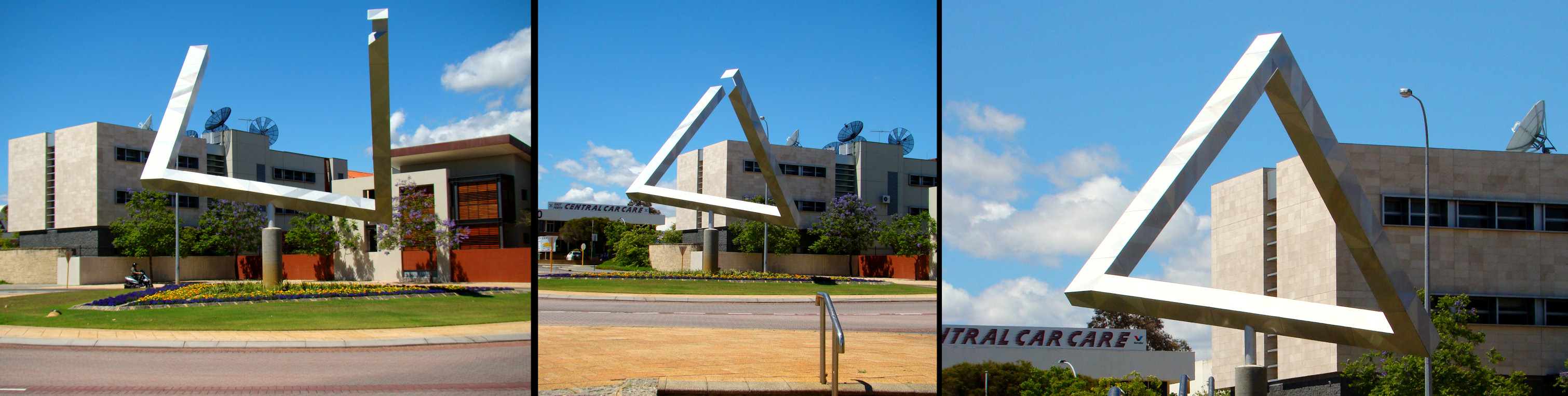
Rzeźba niemożliwego trójkąta jako złudzenie optyczne, Perth, Australia Zachodnia

Taki układ cech nie może być zrealizowany przez żaden trójwymiarowy obiekt w zwykłej przestrzeni euklidesowej. Taki obiekt może istnieć w pewnych 3-rozmaitościach euklidesowych . Istnieją trójwymiarowe przedmioty, które obserwowane z odpowiedniej pozycji przedstawiają się jak dwuwymiarowy widok trójkąta Penrose’a. Termin „trójkąt Penrose’a” może oznaczać zarówno dwuwymiarowe odwzorowanie figury, jak i samą figurę niemożliwą.
Litografia holenderskiego grafika Mauritsa Cornelisa Eschera Wodospad  przedstawia wodę spływającą zygzakowatym kanałem umieszczonym na dwóch bokach trójkątów Penrose’a i kończącą bieg dwa piętra wyżej nad początkiem kanału. W efekcie końcowy wodospad tworzy trzeci bok obu trójkątów, napędzając ponadto koło wodne.
Jeśli dookoła trójkąta Penrose’a wykreśli się linię, utworzy ona trójpętlową wstęgę Möbiusa.

### Inne wielokąty Penrose’a
Mimo że jest możliwe tworzenie analogicznych figur na bazie innych wielokątów foremnych, efekt wizualny nie jest już tak uderzający. Wraz ze wzrostem liczby boków figury wydają się bardziej krzywe i poskręcane.

Kwadrat Penrose’a
Pięciokąt Penrose’a
Sześciokąt Penrose’a
Ośmiokąt Penrose’a